# Emmentaler (queijo)

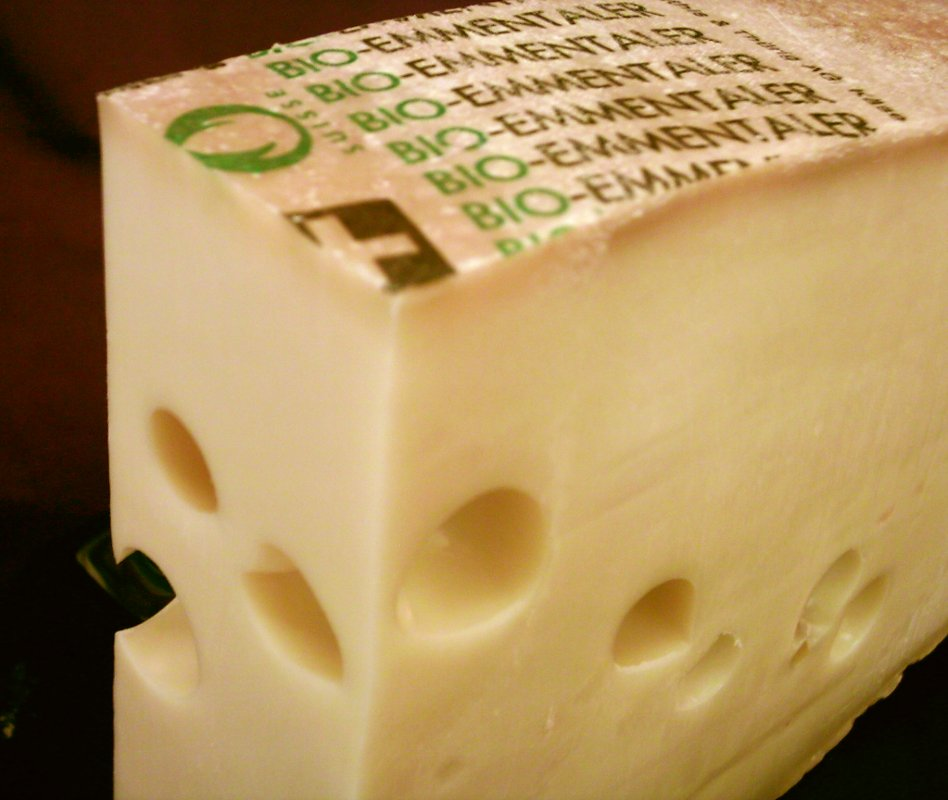
Queijo Emmental

O Emmentaler ou Emmental é um queijo suíço originário do cantão de Berna. Apresenta cor amarelada, casca escovada e dura, consistência média e característicos buracos internos. Seu sabor é suave e levemente adocicado. Sua produção é feita com leite de vaca, e sua pasta é cozida e prensada. 
No Brasil, é conhecido simplesmente como "queijo suíço". 

## Buracos internos
Pensava-se que os buracos internos eram originados pelo dióxido de carbono produzido pela bactéria Propionibacter shermani.
Em maio de 2015, investigadores do Agroscope, o instituto das ciências alimentares, sediado em Berna, associados aos do Laboratório Federal Suíço de Testes de Materiais e Investigação concluíram que os buracos resultam dos gases produzidos por partículas de feno durante o processo de fermentação. Os "buracos" tendem a desaparecer depois de o leite ter passado a ser extraído por meio de técnicas mais modernas, em vez da ordenha tradicional das vacas.